# 劉喜 (代王)
| 姓名           | 劉喜                                                                                 |
| 時代           | 前漢時代                                                                             |
| 生没年         | 生年不詳 - 前193年（恵帝3年）                                                        |
| 字・別号       | 仲（字）                                                                             |
| 本貫・出身地等 | 沛県豊邑中陽里                                                                       |
| 職官           |                                                                                      |
| 爵位・号等     | 代王〔前漢〕→郃陽侯〔前漢〕 →呉頃王〔没後〕                                          |
| 陣営・所属等   | 高祖→恵帝                                                                            |
| 家族・一族     | 父:劉太公 母:劉媼 兄:劉伯 弟:劉邦 劉交 一族:劉沢〔従父〕 劉賈〔従兄弟〕 子:劉濞 劉広 |

劉 喜（りゅう き、? - 紀元前193年）は、前漢初期の皇族。字は仲。諡号は頃王。沛県豊邑中陽里の出身。劉太公・劉媼夫妻の次男で劉邦（高祖）の兄。劉伯の弟。呉王劉濞の父。
前漢成立以前の動向については不明だが、紀元前201年に弟の劉邦により代王に封じられた。しかし、領内に匈奴軍が侵攻すると、戦わずして逃亡した。本来ならば死刑に相当する重罪であるが、肉親を処刑するのは忍びないとする劉邦の意向で、王位を剥奪、郃陽侯に降格されることで許された。
紀元前196年、子の劉濞が呉王に封じられ、それから3年後に劉喜は死ぬが、その際に頃王の諡号が贈られた。

## 宗室

### 子
- 呉王 劉濞
- 徳哀侯 劉広